# Новая Зеландия на летних Олимпийских играх 1964
Новая Зеландия принимала участие в Летних Олимпийских играх 1964 года в Токио (Япония) в двенадцатый раз за свою историю, и завоевала три золотые и две бронзовые медали. Сборную страны представляли 8 женщин.

## 01!Золото
- Лёгкая атлетика, мужчины, 1 500 метров — Питер Снелл.
- Лёгкая атлетика, мужчины, 800 метров — Питер Снелл.
- Парусный спорт, мужчины — Хельмер Педерсен и Ерл Веллс.

## 03!Бронза
- Лёгкая атлетика, мужчины, 1 500 метров — Джон Дэвис.
- Лёгкая атлетика, женщины, 800 метров — Мариза Чемберлэйн.

## Результаты соревнований

### Академическая гребля
В следующий раунд из каждого заезда проходили несколько лучших экипажей (в зависимости от дисциплины). В финал A выходили 6 сильнейших экипажей, ещё 6 экипажей, выбывших в отборочном заезде, распределяли места в малом финале B.
Мужчины
| Соревнование | Спортсмены       | Предварительный заезд | Предварительный заезд | Предварительный заезд | Отборочный заезд | Отборочный заезд | Отборочный заезд | Финал   | Финал   | Итоговое место |
| Соревнование | Спортсмены       | Заезд                 | Время                 | Место                 | Заезд            | Время            | Место            | Время   | Место   | Итоговое место |
| ------------ | ---------------- | --------------------- | --------------------- | --------------------- | ---------------- | ---------------- | ---------------- | ------- | ------- | -------------- |
| одиночки     | Мюррей Уоткинсон | 3                     | 7:49,01               | 2                     | 1                | 7:45,28          | 1 QA             | Финал A | Финал A | 5              |
| одиночки     | Мюррей Уоткинсон | 3                     | 7:49,01               | 2                     | 1                | 7:45,28          | 1 QA             | 8:35,57 | 5       | 5              |